# سیارک ۲۰۳۳۷
سیارک ۲۰۳۳۷ (به انگلیسی: 20337 Naeve، نامگذاری:1998HP83) بیست هزار و سیصد و سی و هفتمین سیارک کشف شده‌است که در ۲۱ آوریل ۱۹۹۸ کشف شد.
قدر مطلق سیارک برابر ۱۷.۰ است.